# Морис Баура
Сер Сесил Морис Баура (енгл. Cecil Maurice Bowra; Ђуђанг, 8. април 1898 – Оксфорд, 4. јул 1971) био је енглески класични филолог, књижевни критичар, песник и академик. Био је декан на Вадхем колеџу на Оксфорду од 1938. до 1970, а потом и заменик канцелара (функција ректора) Универзитета Оксфорд од 1951. до 1954. Сматра се једним од важнијих класичних филолога прве половине двадесетог века. Ерудита, полиглота и врло оштар на језику, Баура је постао фигура која је неколико деценија оличавала хуманистичког академика. Алудирајући на његову интелектуалну супериорност и моћ коју је имао у културним круговима, Елизабет Лонгфорд је истакла да је Баура био „Волтер и краљ сунце спојени у једној особи”.
На српском говорном подручју најпознатији је по својим студијама „Наслеђе симболизма” и „Стваралачки експеримент”, у којима је анализирао читав низ значајних песника европске књижевности из прве половине двадестог века (Валерија, Елиота, Рилкеа, Лорку, Пастернака, Кавафија, и др)

## Биографија

### Детињство и образовање
Сесил Морис Баура је рођен 1899. у Ђуђангу, у Кини. Његов отац, Сесил Артур Бернер Баура (1869–1947), радио је као британски чиновник у кинеској царинској служби. Убрзо након Бауриног рођења, отац је премештен у Јингкоу, где су живели наредних пет година, осим током Боксерског устанка лета 1900, кадa је Баура евакуисан у Јапан заједно са својом мајком и старијим братом Едвардом.
Породица Баура се вратила у Енглеску 1903, путујући преко Јапана и Сједињених Америчких Држава, и настанила се у сеоском подручју Кента. Баура је тврдио да је до тада течно говорио мандарински, али да је језик заборавио настанивши се у Енглеској. Његови родитељи су се вратили у Кину 1905, оставивши децу на старање очевој мајци. Едвард и Морис су похађали припремну основну школу у Путнију. Такође, Морис је почео током овог периода да учи латински и старогрчки, а подучавао га је Сесил Ботинг, отац књижевника Ентонија Вајта.
Браћа Баура су 1909. железницом преко Европе и Русије отпутовали у посету својим родитељима у Кину. Посетили су предео где се одиграла Битка код Мукдена и упознали су се са Лордом Хербертом Киченером. При повратку у Енглеску заједно са оцем посетили су Хонг Конг, Коломбо, Суецки канал, Напуљ и Алжир.
Морис Баура је од априла 1910. похађао Челтенем колеџ. Поред усавршавања старогрчког и латинског, научио је довољно добро француски да чита поезију Бодлера и Верлена, затим италијански, читајући двојезично издање Дантеове Божанствене комедије, а почео је да учи и немачки језик. Баура је читав живот одржавао везе са овом школом. Утицао је на бирање Сесила Деј-Луиса на место мастера и био је члан школског, управног одбора у периоду од 1943. до 1965.

### Први светски рат
Баурин отац је унапређен у главног британског секретара кинеске трговине 1916. Живео је раскошно у Пекингу, у кући где га је послуживало тридесет слуга. У јануару исте године Баурина мајка је дошла у Енглеску да посети своје синове. Морис је у мају заједно са својом мајком отпутовао преко Норвешке, Шведске и Русије у посету оцу у Пекинг. У Кини је обишао Кинески зид, гробнице династије Минг и присуствовао је сахрани генерала Јуана Шикаја. У септембру је отпутовао из Пекинга. На путу се задржао три недеље у Санкт Петербургу, где је био гост Роберта Вилтона. Током посете започео је учење руског језика. Посетио је и опере у којима је певао Фјодор Иванович Шаљапин.
У јеку Првог светског рата послат је у Краљевску војну кадетску школу марта 1917. Служио је војску у трупама краљевске артиљерије, а од септембра исте године активно је учествовао у рату. Учествовао је у Бици код Пашендала, у борбама код Камбреја и савезничком отпору током Пролећене офанзиве. Ратно искуство оставило је неизбрисив траг у Морисовом сећању, али је невољно о њему причао другима. Једном приликом саопштио је Сирилу Конолију: „Шта год да си чуо о рату, знај да је било још ужасније: незамисливо крваво - ко није био у том рату, не може да замисли како је било”. Ентони Пауел је записао да је за Бауру ратно искуство одиграло дубоку улогу у његовим мислима и душевном животу, те да је зато читавог живот гајио поштовање према учесницима рата. Томе иде у прилог забележена анегдота, да је, када је након Другог светског рата био на позицији лица које је примало пријаве ратних повратника за студирање на Оксфорду, на забринуто признање једног младића да не зна довољно добро латински, одговорио: „Нема везе, служење у рату се рачуна као латински”.

### Академска каријера
Баура је почео да похађа Њу Колеџ, у Оксфорду 1919. Тамо се упознао са Сирилом Редклифом, Ројем Хародом, Робертом Бутбијем, Л.П. Хартлијем, лордом Дејвидом Сесилом, Џ. Б. Халдејном и Кристофером Холисем. Професори који су снажно утицали на његово интелектуално образовање били су Гилберт Мари, Алик Смит и Х. В. Б. Џозеф. Сусрет са Џозефовим предавањима, како се Баура касније поверио Исаији Берлину, подрило му је веру у сопствене интелектуалне способности.
Захваљујући подршци Гилберта Марија, професора старогрчког језика, Баура се запослио на Вадхем колеџу у Оксфорду 1922. Докторирао је 1937, а наредне године је изабран за декана. На тој позицији је остао до 1970. када га је заменио Стјуарт Хемпшир. 
Током Другог светског рата, Баура је служио у оксфордској домовинској стражи и није му било омогуђено активије учествовање у рату. Био је професор поезије на Оксфорду од 1946. до 1951, са изузетком школске године 1948/49, када је предавао поезију на Харварду. Држао је предавања о епској поезији у Њукастлу 1957, затим предавања О поезији и Првом светском рату 1963, а потом и о римској књижевности 1966. Баура је био председник Британске академије од 1958. до 1962. Помогао је оснивање Британског института за персијске студије у Техерану.
У дугој каријери на Оксфорду, Баура је имао прилику да ступи у контакт са виђенијим писцима тадашње енглеске књижевности. Послужио је Ивлину Воу као прототип за стварање лика господина Самграса из романа „Повратак у Брајдсхед”.

### Приватни живот
Баура је био хомосексуалац. Био је познат по виспреним и често отровним коментарима.

### Смрт
Баура се пензионисао 1970. Наставио је да живи у собама на Оксфорду, које су му биле додељене у замену за кућу коју је поседовао. Награђен је почасном титулом Доктора друштвеног права. Умро је од срчаног удара 1971. и сахрањен је на Холивел гробљу у Оксфорду. 

## Одабрана дела
- Пиндарове питијске оде (Pindar's Pythian Odes, 1928), превод начињен са Теодором Вејдом-Геријем
- Оксфордкса књига старогрчке лирике (The Oxford Book of Greek Verse, 1930), Заједно са Гилбертом Маријем, Сирилом Бејлијем, Е. А. Барбером и Т. Ф. Хајамом
- Традиција и обликовање у Илијади (Tradition and Design in the Iliad, 1930)
- Старогрчка књижевност (Ancient Greek Literature, 1933)
- Песме Пиндара (1935)
- Грчка лирска поезија: од Алкмана до Симонида (Greek Lyric Poetry: From Alcman to Simonides, 1936)
- Оксфордкса књига преведене грчке поезије (The Oxford Book of Greek Poetry in Translation, 1937)
- Рани грчки елегичари (Early Greek Elegists, 1938)
- Наслеђе симболизма (The Heritage of Symbolism, 1943)
- Књига руске поезије (A Book of Russian Verse, 1943) - уредник и избор
- Трагедије Софокла (1944)
- Од Вергилија до Милтона (From Virgil to Milton, 1945)
- Друга књига руске поезије (A Second Book of Russian Verse, 1948)
- Стваралачки експеримент (The Creative Experiment, 1949)
- Примитивна песма (Primitive Song, 1962)
- Генерално и партикуларно (In General and Particular, 1964)
- Пиндар (Pindar, 1964)
- Врхунска остварења старогрчке књижевности (Landmarks in Greek Literature, 1966)
- Поезија и политике, 1900–1960 (Poetry and Politics, 1900–1960, 1966)
- Мемоари (Memories 1898–1939, 1966)
- Пиндарове оде (1969)
- Пиндарове оде (1969)
- На грчким маргинама (On Greek Margins, 1970)
- Периклова Атина (Periclean Athens, 1971)
- Хомер (Homer, 1972)